# Bruce Lee
Bruce Lee (în chineză: 李振藩, pinyin Lǐ Zhènfán; n. 27 noiembrie 1940, California, SUA – d. 20 iulie 1973, Kowloon Tong⁠(d), Hong Kongul britanic) a fost un actor chinez-american, instructor de arte marțiale, filosof, regizor, producător, scenarist și întemeietorul categoriei de artă marțială cunoscută sub numele de Jeet Kune Do. Este considerat unul dintre cei mai influenți artiști de arte marțiale din secolul 20.
Lee s-a născut în San Francisco, California, SUA, părinții lui fiind chinezi din Hong Kong. Până la atingerea majoratului, Bruce Lee a crescut în Hong Kong, dar odată cu împlinirea vârstei de 18 ani, el a emigrat în SUA, pentru a-și solicita cetățenia americană și a-și primi studiile superioare. În acest timp el a început să predea arte marțiale, care au condus la roluri în filme.
El este cunoscut pentru rolurile sale din cinci filme de lung-metraj: Marele șef (1971) și Pumnul de fier (1972), regizate de Lo Wei ; Calea dragonului (1972), regizat și scenarizat de Lee; Intrarea dragonului de Warner Brothers (1973)  și Jocul morții (1978), amândouă regizate de Robert Clouse. Lee a devenit o personalitate emblematică cunoscută în întreaga lume și rămâne foarte popular în rândul chinezilor, deoarece a descris naționalismul chinezesc prin filmele sale. La început el s-a antrenat în Wing Chun, dar a respins mai târziu stilurile de arte marțiale bine definite, favorizând folosirea tehnicilor provenite din surse diferite, în spiritul filozofiei sale de arte marțiale, pe care și-a numit-o Jeet Kune Do (Calea interceptării pumnului). 
Lee avea naționalitate dublă în Hong Kong și în Statele Unite. El a murit în Kowloon Tong la 20 iulie 1973, la vârsta de 32 de ani.

## Copilărie

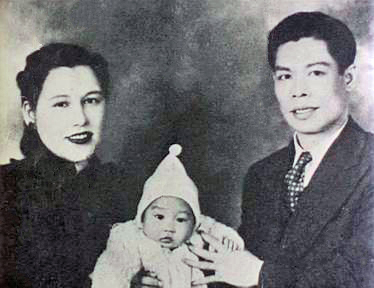
Bruce Lee împreună cu mama sa, Grace, și cu tatăl său, Hoi Chuen.

Bruce Lee s-a născut în 27 noiembrie 1940, la Spitalul Chinezesc din San Francisco, în Cartierul chinezesc din San Francisco. Conform zodiacului chinezesc, Lee s-a născut atât la ora, cât și în anul Dragonului, care, potrivit tradiției este un semn puternic și neprevăzut. Tatăl său, Lee Hoi-chuen (李海泉) a fost un chinez Han, iar mama sa, Grace Ho (何愛瑜) era jumătate chineză, jumătate caucaziană.  Grace Ho era fiica lui Ho Kom-tong și nepoata lui Sir Robert Ho-tung, amândoi fiind celebri afaceriști și filantropi din Hong Kong. Bruce a fost al patrulea din cei cinci copii ai familiei: Phoebe Lee (李秋源), Agnes Lee (李秋鳳), Peter Lee (李忠琛), și Robert Lee (李振輝). Lee și părinții săi s-au întors în Hong Kong când Lee avea trei luni.

### Nume
Numele cantonez de naștere al lui Lee era Lee Jun-fan (李振藩). Numele înseamnă "niciodată sau întotdeauna San Francisco", și i-a fost dat lui Lee de către mama sa, care considera că acesta se va întoarce în Statele Unite atunci când va ajunge la vârsta potrivită. Din cauza naturii superstițioase a mamei, ea l-a numit la început Sai-fon (細鳳), un nume feminin care înseamnă "mic phoenix". Se consideră că numele englezesc "Bruce" i s-a dat de către medicul curant, Dr. Mary Glover.
Lee mai avea alte trei nume chinezești: Li Yuanxin (李源鑫), un nume de familie/de clan; Li Yuanjian (李元鑒), nume pe care l-a folosit în timp ce frecventa liceul La Salle College, și numele său de scenă Li Xiaolong (李小龍; Xiaolong înseamnă  "micul dragon"). Prenumele lui Lee, Jun-fan a fost scris la început în limba chineză 震藩, însă, caracterul chinez Jun (震) era identic cu una dintre părțile numelui bunicului său, Lee Jun-biu (李震彪). Prin urmare, caracterul chinez Jun din numele lui Lee a fost înlocuit cu omonimul 振 , pentru a evita tabuurile legate de nume din tradiția chineză.

## Cariera

### Începutul carierei
Tatăl lui Lee, Lee Hoi-chuen, a fost un celebru cântăreț de operă cantoneză. Prin urmare, Lee junior a făcut cunoștință cu lumea cinematografiei de la o vârstă foarte fragedă și a apărut în mai multe filme în copilărie. Lee a avut primul său rol ca un bebeluș care a fost purtat pe scenă în filmul Golden Gate Girl. Și-a luat numele de scenă chinez 李小龍 (lit. Lee, Micul Dragon), pentru faptul că s-a născut atât în ora, cât și în anul Dragonului după zodiacul chinezesc.
La vârsta de nouă ani, avea să joace împreună cu tatăl său în filmul The Kid (1950), care se baza pe un personaj de benzi desenate și a fost primul său rol principal. Până la vârsta de 18 ani, a apărut în douăzeci de filme. După ce a frecventat Școala Tak Sun (德信學校; la câteva străzi de casa sa din 218 Nathan Road, Kowloon), Lee a intrat la vârsta de 12 ani în divizia de școală primară a Colegiului Catolic La Salle.
În aprilie 1959, părinții lui Lee au decis să îl trimită în Statele Unite pentru a sta cu sora sa mai mare, Agnes Lee (李秋鳳), care locuia deja la niște prieteni de familie în San Francisco. După câteva luni, s-a mutat la Seattle în 1959 pentru a-și continua studiile liceale, unde a lucrat, de asemenea, pentru Ruby Chow ca ospătar la restaurantul acesteia. Soțul lui Chow a fost coleg de serviciu și prieten cu tatăl lui Lee. Fratele mai mare al lui Lee, Peter Lee (李忠琛), i se va alătura și el în Seattle pentru o scurtă ședere înainte de a se muta în Minnesota pentru a urma o facultate. În acel an, Lee a început, de asemenea, să predea arte marțiale. El a numit ceea ce preda Jun Fan Gung Fu (literalmente Kung Fu-ul lui Bruce Lee). Practic, era abordarea sa asupra Wing Chun. Lee i-a învățat pe prietenii pe care i-a întâlnit în Seattle, începând cu Jesse Glover, practicant de judo, care a continuat să predea unele dintre primele tehnici ale lui Lee. Taky Kimura a devenit primul instructor asistent al lui Lee și a continuat să-i predea arta și filozofia după moartea lui Lee. Lee și-a deschis prima școală de arte marțiale, numită Lee Jun Fan Gung Fu Institute, în Seattle.
Lee și-a finalizat studiile liceale și și-a primit diploma de la Edison Technical School din Capitol Hill din Seattle.
În martie 1961, Lee s-a înscris la Universitatea din Washington și a studiat arte dramatice, filozofie, psihologie și diverse alte materii.

### Roluri la Hollywood și Hong Kong

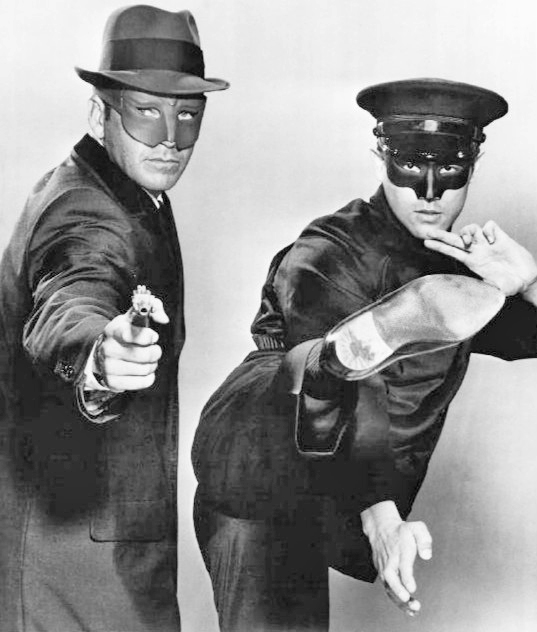
Van Williams și Bruce Lee ca personaje din The Green Hornet, 1966

Din 1966 până în 1967, Lee a jucat rolul lui Kato alături de personajul principal interpretat de Van Williams în serialul TV produs și narat de William Dozier intitulat The Green Hornet, bazat pe emisiunea radiofonică cu același nume. Emisiunea a durat doar un sezon (26 de episoade), din septembrie 1966 până în martie 1967. Lee și Williams au apărut, de asemenea, ca personajele lor în trei episoade de crossover din Batman, un alt serial de televiziune produs de William Dozier.
The Green Hornet l-a introdus pe Bruce Lee în rândul publicului american și a devenit primul serial american popular care prezenta artele marțiale în stil asiatic. Regizorul serialului dorea ca Lee să lupte în stilul tipic american, folosind pumni și lovituri. Ca artist marțial profesionist, Lee a refuzat, insistând că ar trebui să lupte în stilul în care era expert. La început, Lee se mișca atât de repede încât mișcările sale nu puteau fi surprinse pe film, așa că a fost nevoit să le încetinească. După ce emisiunea a fost anulată în 1967, Lee i-a scris lui Dozier mulțumindu-i pentru că a început "cariera mea în showbiz".
În 1967, Lee a jucat un rol într-un episod din Ironside.
Lee a interpretat primul său rol principal în The Big Boss (1971), care s-a dovedit a fi un succes enorm de box office în Asia și l-a propulsat la celebritate. A urmat la scurt timp Fist of Fury (1972), care a doborât recordurile de încasări stabilite anterior de The Big Boss. După ce și-a încheiat contractul inițial de doi ani, Lee a negociat un nou contract cu Golden Harvest. Ulterior, Lee și-a format propria companie, Concord Production Inc. împreună cu Chow. Pentru cel de-al treilea film al său, Way of the Dragon (1972), a primit controlul complet al producției filmului, fiind scenarist, regizor, star și coregraf al scenelor de luptă. În 1964, la o demonstrație din Long Beach, California, Lee l-a întâlnit pe campionul de karate Chuck Norris. În Way of the Dragon, Lee l-a prezentat pe Norris cinefililor ca adversar al său, confruntarea lor a fost caracterizată ca fiind "una dintre cele mai bune scene de luptă din istoria artelor marțiale și a filmului". Rolul fusese oferit inițial campionului american de karate Joe Lewis. Fist of Fury și Way of the Dragon au avut încasări estimate la 100 de milioane de dolari și, respectiv, 130 de milioane de dolari în întreaga lume.

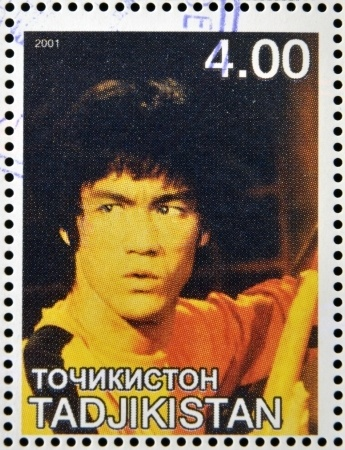
Timbru cu Bruce Lee din Tadjikistan

Din august până în octombrie 1972, Lee a început să lucreze la cel de-al patrulea film al său din Golden Harvest, Game of Death. El a început să filmeze unele scene, inclusiv secvența de luptă cu starul american de baschet de 218 cm, Kareem Abdul-Jabbar, un fost elev. Producția s-a oprit în noiembrie 1972, când Warner Brothers i-a oferit lui Lee oportunitatea de a juca în Enter the Dragon, primul film produs în comun de Concord, Golden Harvest și Warner Bros.. Filmările au început în Hong Kong în februarie 1973 și au fost finalizate în aprilie 1973. După o lună de filmări, o altă companie de producție, Starseas Motion Pictures, l-a promovat pe Bruce Lee ca actor principal în Fist of Unicorn, deși el doar acceptase să coregrafieze secvențele de luptă din film ca o favoare pentru prietenul său de lungă durată, Unicorn Chan. Lee plănuia să dea în judecată compania de producție, dar și-a păstrat prietenia cu Chan. Cu toate acestea, la doar câteva luni după finalizarea filmului Enter the Dragon și cu șase zile înainte de lansarea din 26 iulie 1973, Lee a murit. Enter the Dragon avea să devină unul dintre filmele cu cele mai mari încasări ale anului și să-l consolideze pe Lee ca legendă a artelor marțiale. Filmul a fost realizat cu 850.000 de dolari(echivalentul a 4 milioane de dolari ajustat la inflație din 2007). Se estimează că Enter the Dragon a avut încasări de peste 400 de milioane de dolari în întreaga lume, estimate la echivalentul a peste 2 miliarde de dolari ajustat la inflație din 2022.

## Moartea

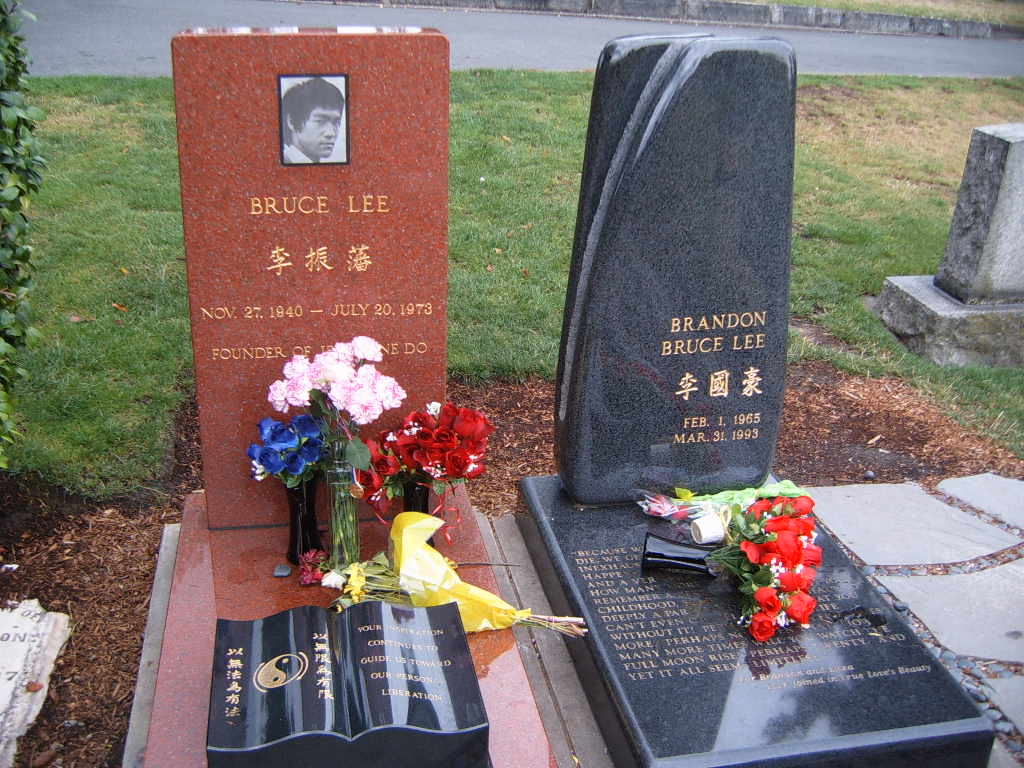
Mormântul lui Bruce Lee și al fiului său, Brandon Bruce Lee

Pe 10 mai 1973, Lee s-a prăbușit în timpul unei sesiuni de editări a dialogului filmului Enter the Dragon, la studioul de film Golden Harvest din Hong Kong. Deoarece avea convulsii și dureri de cap, a fost transportat de urgență la Spitalul Baptist din Hong Kong, unde medicii i-au pus diagnosticul de edem cerebral. Aceștia au reușit să reducă umflătura prin administrarea de manitol. Durerile de cap și edemul cerebral care au apărut la primul său colaps s-au repetat ulterior în ziua morții sale.
Vineri, 20 iulie 1973, Lee se afla la Hong Kong pentru a lua cina cu actorul George Lazenby, cu care intenționa să facă un film. Potrivit soției lui Lee, Linda, Lee s-a întâlnit cu producătorul Raymond Chow la ora 14.00, acasă, pentru a discuta despre realizarea filmului Game of Death. Au lucrat până la ora 16.00 și apoi au mers împreună cu mașina la casa colegei lui Lee, Betty Ting Pei, o actriță taiwaneză. Cei trei au trecut în revistă scenariul acasă la Ting, iar apoi Chow a plecat pentru a participa la o întâlnire.
Mai târziu, Lee s-a plâns de o durere de cap, iar Ting i-a dat analgezicul Equagesic, care conținea atât aspirină, cât și tranchilizantul meprobamat. În jurul orei 19:30, el s-a dus să se întindă pentru un pui de somn. Când Lee nu a venit la cină, Chow a venit la apartament, dar nu a reușit să îl trezească pe Lee. A fost chemat un medic, care a petrecut zece minute încercând să îl resusciteze pe Lee înainte de a-l trimite cu ambulanța la spitalul Queen Elizabeth. Lee a fost declarat mort la sosire, la vârsta de 32 de ani.
Nu existau leziuni externe vizibile; cu toate acestea, conform rapoartelor de autopsie, creierul lui Lee se umflase considerabil, de la 1.400 la 1.575 de grame (o creștere de 13%). La autopsie s-a găsit Equagesic în organismul său. La 15 octombrie 2005, Chow a declarat într-un interviu că Lee a murit în urma unei reacții alergice la tranchilizantul meprobamat, principalul ingredient din Equagesic, pe care Chow l-a descris ca fiind un ingredient utilizat în mod obișnuit în analgezice.
Soția lui Lee, Linda, s-a întors în orașul ei natal, Seattle, și a înmormântat trupul lui Lee în cimitirul Lake View din Seattle. Printre participanții la înmormântarea lui Lee, la 25 iulie 1973, s-au numărat Taky Kimura, Steve McQueen, James Coburn, Dan Inosanto, Peter Chin și fratele lui Lee, Robert. În preajma morții lui Lee, numeroase zvonuri au apărut în mass-media. Statutul iconic al lui Lee și moartea prematură a acestuia au alimentat multe zvonuri și teorii nebunești. Printre acestea se numărau o crimă în care erau implicate triadele și un presupus blestem asupra lui și a familiei sale, zvonuri care persistă până în prezent.

## Concepții filosofice
Bruce Lee nu a studiat numai artele marțiale, ci și domenii ca dramaturgia și filozofie și aceasta pe când era student la Universitatea din Washington.
A intrat în contact și a aprofundat o serie de sisteme filozofico-religioase ca: taoismul, budismul, precum și conceptele lui Jiddu Krishnamurti.
Vederile sale liberale, opuse conservatorismului, au atras atenția contemporanilor, fiind adesea considerat ateu.
Astfel, în 1972, în legătură cu credința într-o divinitate, a declarat: "...să fiu sincer, nu cred deloc".

## Filmografie
| An   | Titlu                         | Titlu Chinezesc    | Rol                                                           | Note                                                                |
| ---- | ----------------------------- | ------------------ | ------------------------------------------------------------- | ------------------------------------------------------------------- |
| 1941 | Golden Gate Girl              | 金門女             |                                                               |                                                                     |
| 1946 | The Birth of Mankind          |                    |                                                               |                                                                     |
| 1948 | Wealth is Like a Dream        | 富貴浮雲           |                                                               |                                                                     |
| 1949 | Sai See in the Dream          | 夢裡西施           | "Yam Lee"                                                     |                                                                     |
| 1949 | The Story of Fan Lei-fa       |                    |                                                               |                                                                     |
| 1950 | The Kid                       | 細路祥             | "Kid Cheung"                                                  | aka My Son, Ah Chung                                                |
| 1950 | Blooms and Butterflies        |                    |                                                               |                                                                     |
| 1951 | Infancy                       | 人之初             | "Ngau"                                                        |                                                                     |
| 1953 | A Myriad Homes                | 千萬人家           |                                                               |                                                                     |
| 1953 | Blame it on Father            | 父之過             |                                                               | aka Father's Fault                                                  |
| 1953 | The Guiding Light             | 苦海明燈           | "Un adolescent"                                               |                                                                     |
| 1953 | A Mother's Tears              | 慈母淚             |                                                               |                                                                     |
| 1953 | In the Face of Demolition     | 危樓春曉           |                                                               |                                                                     |
| 1955 | An Orphan's Tragedy           | 孤星血淚           | "Frank (copil)"                                               |                                                                     |
| 1955 | Orphan's Song                 | 孤兒行             |                                                               |                                                                     |
| 1955 | Love                          | 愛                 |                                                               |                                                                     |
| 1955 | Love Part 2                   | 愛(下集)           |                                                               |                                                                     |
| 1955 | We Owe It to Our Children     | 兒女債             |                                                               |                                                                     |
| 1956 | The Wise Guys Who Fool Around | 詐痲納福           |                                                               |                                                                     |
| 1956 | Too Late For Divorce          | 早知當初我唔嫁     |                                                               |                                                                     |
| 1957 | The Thunderstorm              | 雷雨               | "Chow Chung"                                                  |                                                                     |
| 1957 | Darling Girl                  | 甜姐兒             | "Studentul prieten" / "Partenerul de dans"                    |                                                                     |
| 1960 | The Orphan                    | 人海孤鴻           | "Sam"                                                         |                                                                     |
| 1969 | Marlowe                       | 醜聞喋血           | "Winslow Wong"                                                |                                                                     |
| 1969 | The Wrecking Crew             | 風流特務勇破迷魂陣 | Coreograf lupte                                               |                                                                     |
| 1970 | A Walk in the Spring Rain     | 春雨漫步           | Director de acțiune                                           |                                                                     |
| 1971 | The Big Boss                  | 唐山大兄           | "Cheng Chao-an" Director de acțiune                           |                                                                     |
| 1972 | Fist of Fury                  | 精武門             | "Chen Zhen" Director de acțiune                               | aka Pumnii furiei                                                   |
| 1972 | Fist of Unicorn               | 麒麟掌             | Cameo Director de acțiune                                     | aka The Unicorn Palm                                                |
| 1972 | The Way of the Dragoni        | 猛龍過江           | "Tang Lung" Director Director de acțiune Producător Scenarist | aka Return of the Dragon                                            |
| 1972 | The Game of Death             | 死亡的遊戲         | "Hai Tien" Director Director de acțiune Producător Scenarist  | Lee moare înainte de a termina acest film (Concord Production Inc.) |
| 1973 | Fist of Unicorn               | 龍爭虎鬥           | "Mr. Lee" Director de acțiune                                 | Concord Production Inc.                                             |
| 1974 | The Green Hornet              |                    | Kato                                                          |                                                                     |
| 1978 | Game of Death                 | 死亡遊戲           | "Billy Lo"                                                    | Lee apare doar în câteva scene, cu filmări anterioare morții sale.  |
| 1978 | Circle of Iron                |                    |                                                               |                                                                     |
| 1981 | Game of Death 2               | 死亡塔             | "Lee Chun Keung"                                              | aka Tower of Death                                                  |

## Statui

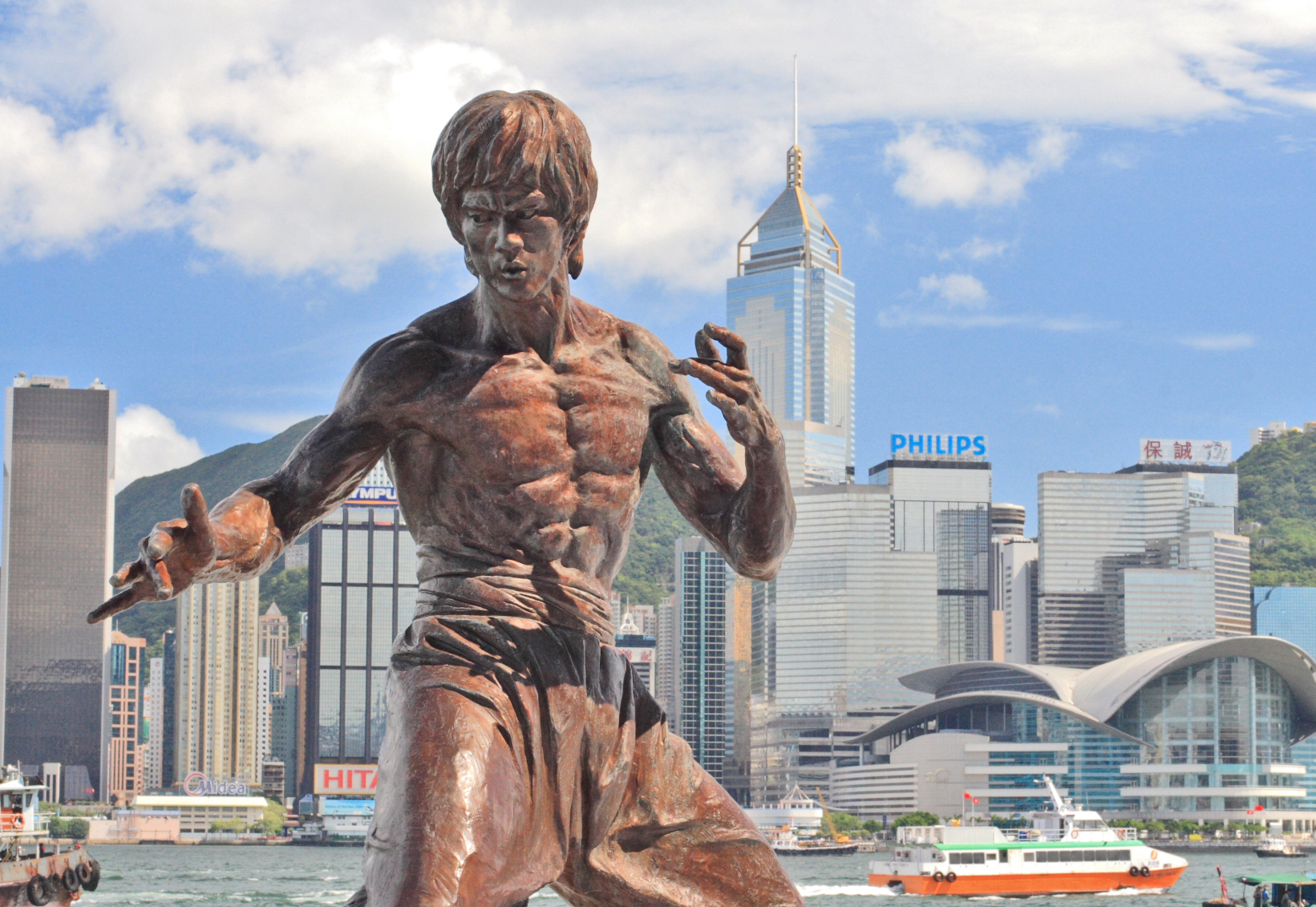
Statuia lui Bruce Lee din Hong Kong

- Statuia lui Bruce Lee (Los Angeles): dezvelită la 15 iunie 2013, Chinatown Central Plaza, Los Angeles, California[46]
- Statuia lui Bruce Lee (Hong Kong): Statuia de bronz de 2,5 m (8,2 ft) a lui Lee a fost dezvelită la 27 noiembrie 2005, la ceea ce ar fi fost a 65-a sa aniversare.[47]
- Statuia lui Bruce Lee (Mostar): Cu o zi înainte ca statuia din Hong Kong să fie dedicată, orașul Mostar din Bosnia și Herțegovina și-a dezvelit propria statuie de bronz de 1,68 m (5,5 ft); susținătorii statuii l-au citat pe Lee ca fiind un simbol unificator împotriva diviziunilor etnice din țară, care au culminat cu războiul bosniac din 1992-1995.[48]

## Cărți
- Chinese Gung-Fu: The Philosophical Art of Self Defense – 1963
- Tao of Jeet Kune Do (publicată postum) – 1973
- Bruce Lee's Fighting Method (publicată postum) – 1978

## Vezi și
- Listă de filme cu arte marțiale